# ملیسا کن
ملیسا کن (انگلیسی: Melisa Can؛ زادهٔ ۱۲ مهٔ ۱۹۸۴) بازیکن بسکتبال اهل ایالات متحده آمریکا است.